# Bjarke Alling
Bjarke Alling Nielsen (født 31. maj i 1968 i Hillerød) er formand for Cybersikkerhedsrådet, bestyrelsesformand og koncerndirektør for samt stifter af IT-virksomheden Liga Arkiveret 24. september 2020 hos  Wayback Machine. Han har siden juni 2018 desuden været formand for IT-Sikkerhedsudvalget i organisationen IT-Branchen.

## Baggrund, uddannelse og civil karriere
Bjarke Alling er søn af Ingegerd og Poul Nielsen, og han blev student fra Frederiksborg Statsskole i 1987. I årene 1987-1989 var han som fotograf aktiv i Next Stop bevægelsen. I 1992 begyndte han på arkitektstudiet på Kunstakademiets Arkitektskole, men skiftede året efter til Niels Brock, hvor han uddannede sig til projektleder i 1993 og siden som merkonom i regnskab 1995. Sideløbende arbejdede han i Café Pavillonen og på Rust (1990-1992). I 1995 etablerede Bjarke Alling virksomheden Liga ApS sammen med Ulrik Bjørn i forbindelse med Kulturby 96.
Bjarke Alling er gift med Trille Jensen.

## Tillidsposter, udgivelser og udmærkelser
Bjarke Alling blev i december 2019 udpeget som medlem af, og i januar 2020 som formand for Cybersikkerhedsrådet, der rådgiver regeringen om, hvordan den digitale sikkerhed styrkes og sikre videndeling mellem myndigheder, erhvervsliv og forskningsverden. Rådet, der hører under Center for Cybersikkerhed blev etableret i 2012 som en del af Forsvarets Efterretningstjeneste skal desuden byde ind med udvikling af nye cybersikkerhedskompetencer.
Bjarke Alling har siden marts 2017 være medlem af IT-Branchens hovedbestyrelse og siden juni 2018 været formand for IT-Branchens it-sikkerhedsudvalg.
I 2019 skrev Bjarke Alling hvidbogen "Hvidbog om sikker digital identitet : en ny tilgang til sikkerhed, brugervenlighed og compliance" i samarbejde med journalist Hans Henrik Lichtenberg.